# Calle Moreno (Formosa)
La calle Moreno (nº26 según el enumerado del microcentro), es una de las principales arterias de la zona del Centro formoseño. Lleva el nombre del prócer Mariano Moreno (1778 - 1811), quien fue secretario de la Primera Junta de Gobierno.

## Historia y Recorrido
Esta calle, fue creada en el año que se funda la ciudad, 1879, y siempre mantuvo su nombre. En ese año, 1879, allí se encontraba una laguna, que comprendía unos 500 metros.  Esta calle comprende actualmente comprende una 16 cuadras, dónde se encuentran estas calles al circular: 
- González Lelong, donde nace
- Junín
- Corrientes
- Juan José Silva
- Maipú
- Pringles
- Saavedra
- España
- Av. 25 de Mayo
- José María Uriburu
- Brandsen
- Hipólito Yrigoyen
- Fotheringham
- Salta
- Ayacucho
- Paraguay, y la Av. Napoleón Uriburu, esta última que lo corta.[3]